# Wer hat meine Familie geklaut?
Wer hat meine Familie geklaut? (Originaltitel: Being Human) ist eine britisch-japanische Tragikomödie aus dem Jahr 1994, bei der Bill Forsyth als Regisseur und Drehbuchautor fungierte. In der Hauptrolle ist Robin Williams zu sehen.
Der Episodenfilm schildert die Erfahrungen einer einzigen menschlichen Seele, die von Robin Williams in verschiedenen Inkarnationen dargestellt wird. Er ist dabei der einzige gemeinsame Darsteller der Geschichten um Menschen verschiedener Zeitalter.

## Handlung
In der ersten Inkarnation eines Höhlenmenschen wird einem Mann aufgrund seiner Feigheit und seines Zögerns die Familie von Räubern weggenommen.
Die nächste Inkarnation findet im antiken Rom statt, wo er, Hector, Sklave eines „törichten Herrn“ ist, der sein Vermögen verliert, von seinen Gläubigern gezwungen wird, sich umzubringen, und Hector auffordert, sich ihm anzuschließen. Hector sehnt sich danach, frei zu sein und die Kinder und die Frau zu finden, die er hatte, bevor er Sklave wurde, aber er verliebt sich in eine andere Sklavin und vergisst seine wartende Familie.
Die dritte Inkarnation handelt von einem schottischen Kreuzritter auf dem Weg nach Hause zu seinen Kindern. Der Meister aus seinem Leben als Sklave in Rom ist jetzt ein Kreuzfahrer, der überlegt, ob er Priester werden soll. Sie reisen gemeinsam, bis Hector seine Seelenverwandte aus dem Leben in Rom findet. Sie ist Witwe und möchte, dass Hector sich ihrer Familie anschließt, doch seine Pflichten gegenüber den Kindern in Schottland zerren an ihm.
In seiner vierten Inkarnation wird Hector schließlich gezwungen, sich seiner Fähigkeit zur feigen Unentschlossenheit zu stellen. Er ist ein Portugiese in der Renaissance, der an der afrikanischen Küste Schiffbruch erlitten hat. Er ist in diesem Leben der Herr, seine Frau aus der ersten Inkarnation ist als verschmähte Geliebte mit ihm schiffbrüchig geworden, und der Räuber, der sie entführt hat, ihr treuer Freund.
In der fünften Inkarnation ist er ein moderner Mann in New York, der die Konsequenzen seiner feigen Unentschlossenheit trägt und die Kraft gewinnt, sich den Kindern zuzuwenden, die er vor langer Zeit verloren hat. Zu ihm gesellen sich in diesem Leben sein Meister/Sklave/Freund/Seelenverwandter sowie seine frühere Frau Janet und ihr Ehemann/Raider aus früheren Leben. Sie unterstützen ihn, sind aber Menschen, die versuchen, ihren eigenen Weg zu finden, genau wie in den vier vergangenen Leben.

## Hintergrund
Wer hat meine Familie geklaut? ist ein Versuch des Regisseurs und Drehbuchautors Bill Forsyth, die Alltäglichkeit des Lebens im Laufe der Zeitalter mit visuellen Mitteln darzustellen. Das Tempo des Films ist absichtlich gemächlich, um zu betonen, wie langsam das Leben oft ist. Die Struktur besteht aus vignettenartigen Charakterstudien eines Mannes (eigentlich mindestens vier verschiedene Männer, alle mit derselben Seele), der im Laufe seines Lebens immer wieder dieselben Beziehungen und Fehler macht.
Für Ewan McGregor stellte die Produktion sein Spielfilmdebüt dar.

## Produktion
Die Produktion des Films verlief sehr problematisch, was vor allem auf Geldprobleme und den Ehrgeiz von Forsyths Drehbuch zurückzuführen war. Später, nach schlechten Testvorführungen, wies Warner Bros. Bill Forsyth an, 40 Minuten aus dem Film zu kürzen sowie eine Erzählung und ein Happy End hinzuzufügen. Forsyth lehnte den Film daraufhin ab.

## Rezeption

### Einspielergebnis
Der Film war einer der schlechtesten Filme des Jahres mit einem Einspielergebnis von nur 5 Millionen Dollar bei Kosten von 40 Millionen Dollar. In den Vereinigten Staaten und Kanada spielte er 1,5 Mio. $ ein.

### Kritik
Trotz der Änderungen von Warner Bros wurde der Film bei seiner Veröffentlichung nicht gut aufgenommen. Auf Rotten Tomatoes hat der Film eine 54%ige Zustimmung bei einer Bewertung von 5,1 von 10 Punkten auf Grundlage von 13 Kritiken.
Owen Gleiberman von Entertainment Weekly gab dem Film ein 'F' und sagte, dass der Film „demonstriert, was passieren kann, wenn ein Regisseur mit einem hauchdünnen komischen Touch versucht, kommerziell zu werden - der Film ist so flach und banal, dass er wie eine Mel Brooks-Parodie wirkt, bei der jemand vergessen hat, die Witze einzubauen.“
Janet Maslin von der New York Times war positiver und erklärte: „Herr Forsyth, der hoch hinaus will und sein eigenes Ziel verfehlt, bleibt ein Filmemacher von lebendiger, unberechenbarer Vorstellungskraft.“